# Tehran (demo)
Tehran è un demo del gruppo musicale statunitense The Offspring, pubblicato nel 1988.
Grazie a Tehran gli Offspring ottennero poi un contratto con la Nemesis Records.

## Tracce
1. Tehran – 3:12
2. Crossroads – 2:28
3. Jennifer Lost the War – 2:44
4. Out on Patrol – 2:45

## Formazione
- Dexter Holland – voce, chitarra
- Noodles – chitarra
- Greg K – basso
- Ron Welty – batteria